# Liechtensteiner-Cup 1997-1998
La Liechtensteiner-Cup 1997-1998 è stata la 53ª edizione della coppa nazionale del Liechtenstein conclusa con la vittoria finale del Vaduz, al suo ventisettesimo titolo.
Della competizione è noto solo il risultato della finale.

## Finale
| Ruggell                                                                          | Vaduz     | 5 – 1     | USV Eschen/Mauren |  |
| \| \| \| \| \| Polverino 10’ 23’ 39’ 55’ Hasler 75’ \| Marcatori \| 58’ Kranz \| |           |           |                   |  |
|                                                                                  |           |           |                   |  |
| Polverino 10’ 23’ 39’ 55’ Hasler 75’                                             | Marcatori | 58’ Kranz |                   |  |